# Партия инноваций Японии
«Партия инноваций Японии» (яп. 日本維新の会 Ниппон исин но кай) — правая политическая партия Японии. Сформированная как «Инициативы из Осаки» в октябре 2015 года из-за раскола в старой «Партии инноваций Японии», она стала третьей по величине оппозиционной партией в Парламенте Японии после выборов в Палату советников в июле 2016 года.

## История
Партия была образована в октябре 2015 года под названием «Инициативы из Осаки (яп. おおさか維新の会 Осака исин но кай)» губернатором префектуры Осака Итиро Мацуи и тогдашним мэром Осаки Тоору Хасимото после того, как они и их сторонники покинули старую Партию инноваций Японии. Японское название было таким же, как у Ассоциации реставрации Осаки, которая также была образована Хасимото, но отличалась написанием «Осака» на хирагане (おおさか), а не на кандзи (大阪).
Первыми крупными выборами, оспариваемыми партией, стали выборы в Палату советников в июле 2016 года. Партия хорошо проявила себя в регионе Кансай, заполучив два из четырёх мест в избирательном округе префектуры Осака и одно из трёх мест в избирательном округе префектуры Хиого. Партия заняла пятое место с 5 153 584 голосами (9,2 %), тем самым заполучив 4 из 48 мест. Большинство голосов за неё отдали из префектуры Осака (1 293 626; 34,9 %). Она была второй после Либерально-демократической партии в префектуре Хего (470 526; 19,5 %). Увеличение числа мест сделало партию третьей по величине оппозицией в парламенте. Однако после выборов Мацуи заявил, что плохое выступление за пределами Кансая неприемлемо для партии, и что она примет новое название, которое не будет включать слово «Осака», в попытке расширить свою общенациональную известность. На заседании 23 августа 2016 года партия проголосовала за изменение своего названия на «Ниппон исин но кай (яп. 日本維新の会)», но не объявила официального английского названия.

## Президенты
| № | Портрет            | Имя              | Полномочия      | Полномочия      | Примечания                                     |
| № | Портрет            | Имя              | Начало          | Окончание       | Примечания                                     |
| - | ------------------ | ---------------- | --------------- | --------------- | ---------------------------------------------- |
| 1 |                    | Тоору Хасимото   | 2 ноября 2015   | 12 декабря 2015 |                                                |
| 2 |                    | Итиро Мацуи      | 12 декабря 2015 | 23 августа 2016 |                                                |
| 3 |                    | Итиро Мацуи      | 23 августа 2016 | 27 ноября 2021  | Сопредседатели                                 |
| 3 | Тораносукэ Катаяма |                  | 23 августа 2016 | 27 ноября 2021  | Сопредседатели                                 |
| 4 |                    | Итиро Мацуи      | 27 ноября 2021  | 27 августа 2022 | Сопредседатели                                 |
| 4 | Нобуюки Баба       |                  | 27 ноября 2021  | 27 августа 2022 | Сопредседатели                                 |
| 5 |                    | Нобуюки Баба     | 27 августа 2022 | 1 декабря 2024  |                                                |
| 6 |                    | Хирофуми Ёсимура | 1 декабря 2024  | в должности     | Ёсимура назначил Маэхару своим сопредседателем |
| 6 | Сэйдзи Маэхара     |                  | 1 декабря 2024  | в должности     | Ёсимура назначил Маэхару своим сопредседателем |